# Венчан
Венча́н (болг. Венчан) — село у Варненській області Болгарії. Входить до складу общини Провадія.

## Населення
За даними перепису населення 2011 року у селі проживали 248 осіб.
Національний склад населення села:
| Національність   | Кількість осіб | Відсоток |
| ---------------- | -------------- | -------- |
| болгари          | 210            | 88,2%    |
| не визначились   | 26             | 10,9%    |
| Всього відповіли | 238            |          |

Розподіл населення за віком у 2011 році:
Динаміка населення: